# NGC 766
NGC 766 (również PGC 7468 lub UGC 1458) – galaktyka eliptyczna (E), znajdująca się w gwiazdozbiorze Ryb. Została odkryta 8 stycznia 1828 roku przez Johna Herschela.